# Eucalyptus deglupta
Eucalyptus deglupta (noto come eucalipto arcobaleno) è l'unica specie di eucalipto presente in natura nell'emisfero settentrionale, Nuova Britannia, Nuova Guinea, Ceram, Sulawesi e Mindanao. È una specie descritta per la prima volta da Carl Ludwig Blume nel 1850 nella pubblicazione di Museum Botanicum.

## Descrizione
La corteccia della pianta è multicolore, caratteristica unica nel suo genere e la più distintiva dell'albero. Ogni anno, in momenti diversi, si staccano delle chiazze di corteccia esterna, che rivelano una corteccia interna di colore verde brillante. Questa in seguito si scurisce e matura cambiando colore nei toni del blu, del viola, dell'arancio e poi del marrone.
Gli alberi sono alti fino a 75 m, con corteccia esfoliante a forma di nastri papirosi e con superficie verde esposta che, come spiegato anteriormente, diventa rosso mattone; i rami giovani sono tendenzialmente glabri e privi di corteccia. Le foglie giovanili si organizzano prevalentemente come sub-opposte alterne e sono ampiamente lanceolate. Raggiungono una lunghezza dagli 8 ai 13 cm e larghezze dai 4 ai 6 cm. L'apice delle foglie è acuminato e la base da cuneata a ottusa. Sono glabre e dal picciolo contorto. Le infiorescenze sono organizzate a pannocchie di ombrelle, e si formano nelle zone terminali o ascellari. Presentano da 6 a 8 fiori per ombrella. Il frutto è una capsula cupuliforme, dalla lunghezza variabile tra i 3 e i 4 mm, con disco depresso e prodotti a partire da 4 foglioline estroflesse.
La chioma degli esemplari giovani è conica, per poi cambiare forma negli alberi in età avanzata e assumere una forma più appiattita. I rami sono quadrati, spesso con quattro strisce a forma di foglia sui bordi (alati).

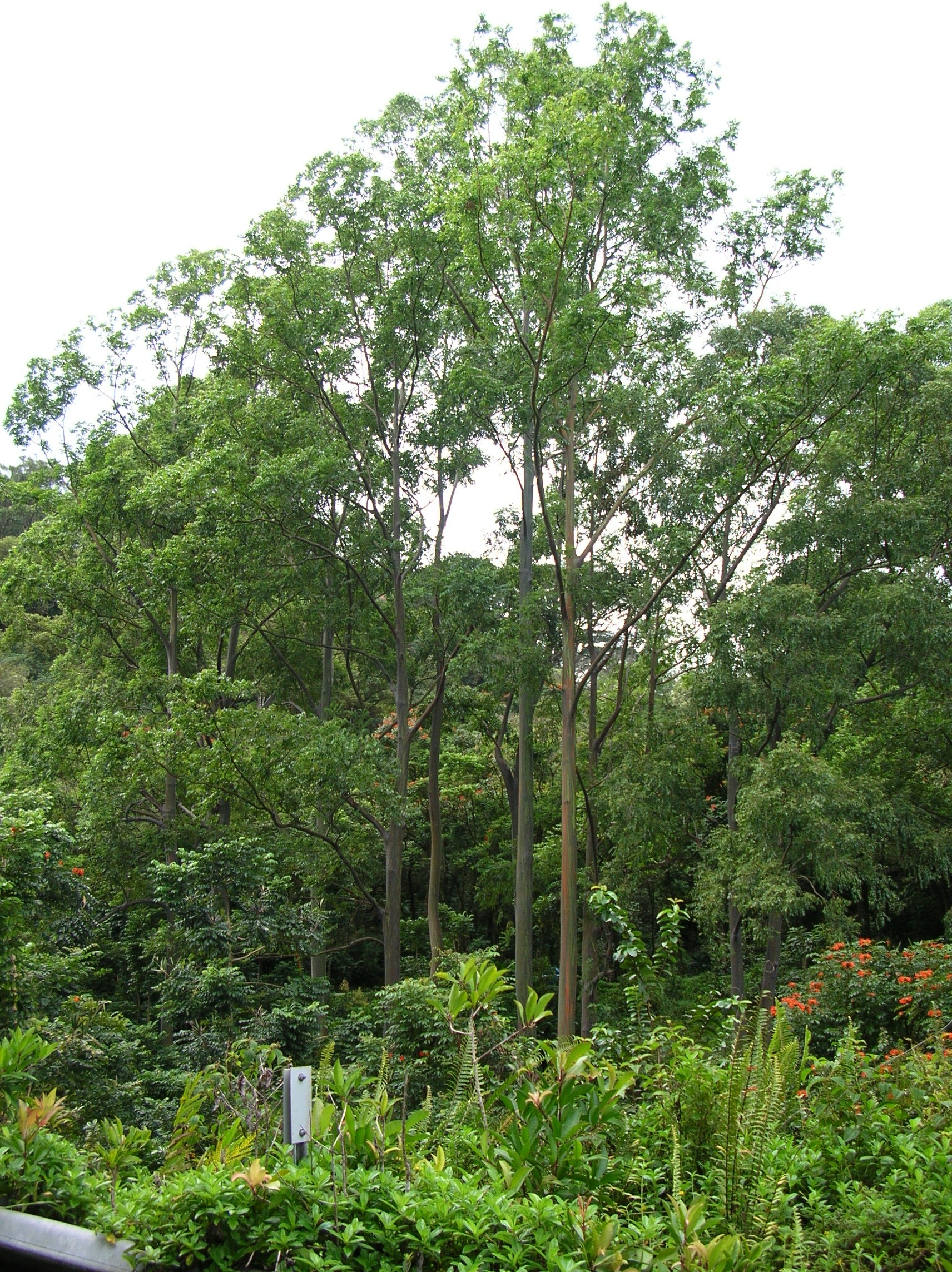
Albero intero

## Caratteristiche riproduttive
L'infiorescenza laterale o terminale completa è un'infiorescenza verticillata (anche denominata "conflorescenza") ed è composta da infiorescenze parziali verticillate, ciascuna contenente da tre a sette fiori. Lo stelo dell'infiorescenza angolare è lungo circa 12 millimetri mentre il peduncolo è lungo circa 5 millimetri.
Come è tipico del genere, il bocciolo è sferico o quasi clavato ed è coperto da un cappuccio denominato opercolo, che nel caso dell'Eucalyptus deglupta è doppio, emisferico o conico e che si stacca durante la fioritura, lasciando al suo posto uno stigma. I fiori sono ermafroditi e a simmetria radiale di colore bianco. I calici sono da i tre ai cinque e con quattro o cinque petali poco appariscenti, che in certi casi possono anche essere completamente assenti. Gli stami sono bianchi e l'ovaio è poco sviluppato.

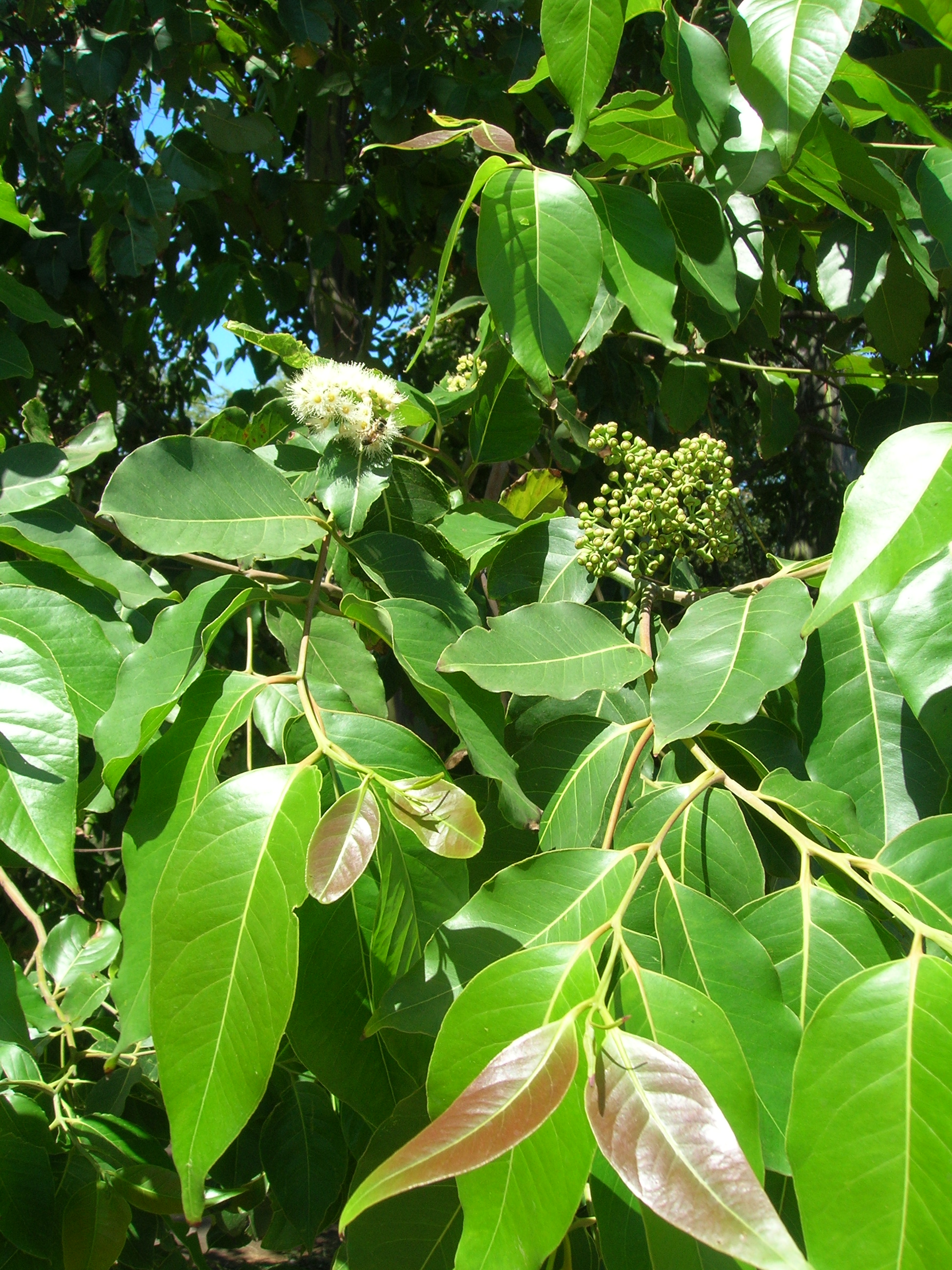
Foglie

Con un diametro di 3-5 millimetri, il frutto a capsula presenta una parete sottile a forma di uovo, di clava o di sfera. Questo è racchiuso nel calice legnoso del fiore, che si apre con tre o quattro piccole valve fruttifere quando i numerosi semi maturano. Questi piccoli semi marroni sono appiattiti con una piccola ala terminale.

## Usi
L'albero è oggi ampiamente coltivato in piantagioni localizzate in tutto il mondo, soprattutto per la produzione di pasta di legno utilizzata nella fabbricazione della carta, essendo la specie dominante coltivata per questo uso nelle Filippine. È anche ampiamente piantato in parchi e giardini come albero ornamentale per la sua corteccia attraente.
L'albero viene utilizzato per la bonifica dei terreni nelle attività di biorimediazione, il rimboschimento e l'arricchimento delle foreste, a condizione che il terreno sia favorevole all'albero. In Costa Rica è comunemente usato come albero da ombra nelle piantagioni di caffè.
I fiori di questa pianta sono usati come alimento per le api nella produzione di miele.

### Legno
Il legno secco è adatto alla costruzione, essendo facile da lavorare sia a mano che a macchina, ma ha la tendenza a spaccarsi, soprattutto durante la foratura. Non è molto durevole ed è sensibile alle termiti, per cui occorre prestare attenzione quando lo si utilizza in costruzioni di grandi dimensioni.
Viene anche utilizzata come legna da ardere e per la produzione di carbone di legna, ma di solito questo legno è considerato troppo prezioso per questi scopi.

#### Composizione

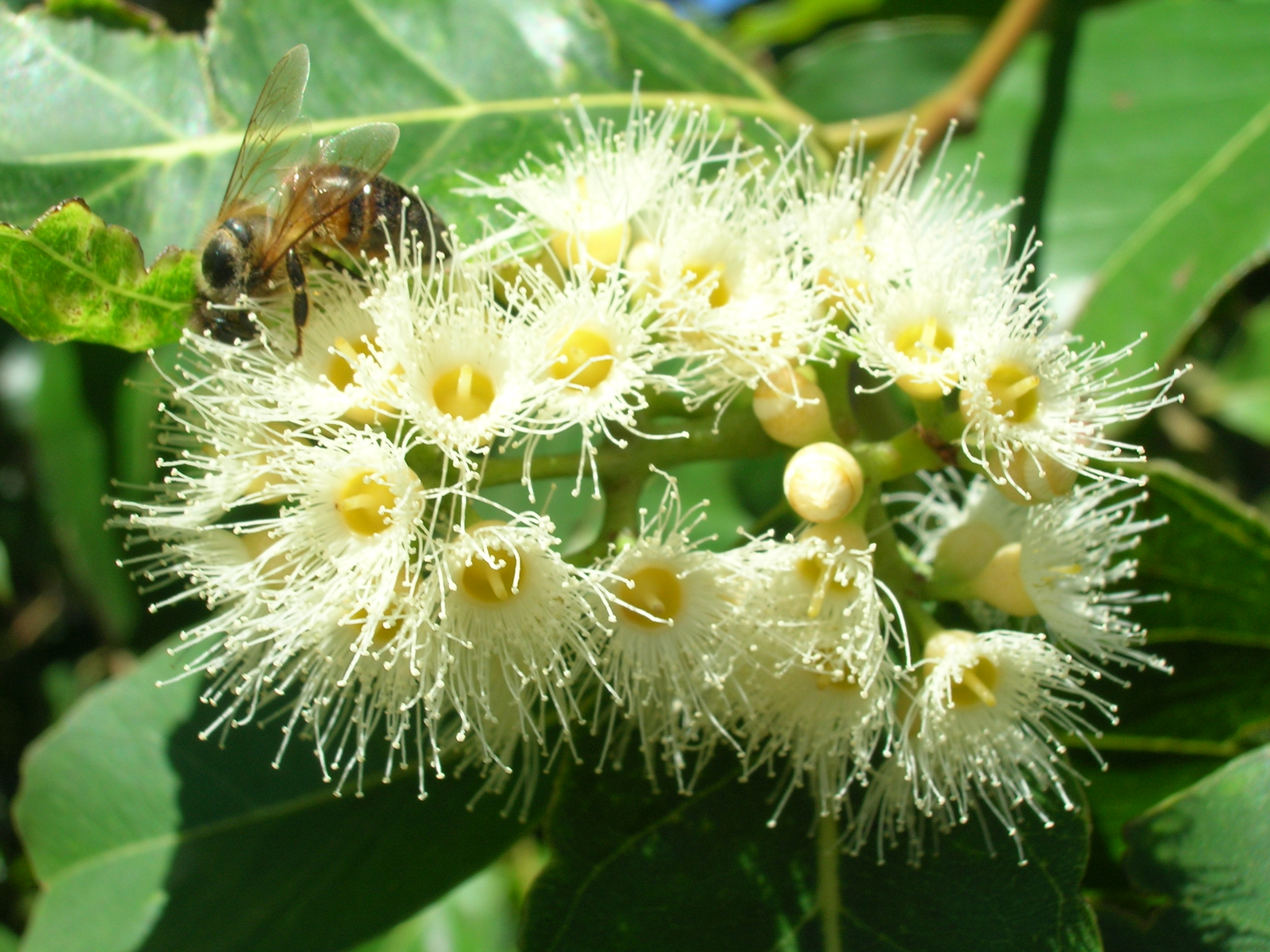
Infiorescenza

Il durame è marrone-rossastro e spesso è separato in modo indistinto dall'alburno bianco o rosa. Il legno contiene dal 44 al 51% di cellulosa, dal 29 al 30% di lignina, dal 14 al 19% di pentosani e il contenuto di ceneri è compreso tra lo 0,6 e l'1,2%.

## Coltivazione, crescita e sviluppo
L'Eucalyptus deglupta è coltivato come albero ornamentale, destinato a giardini e parchi tropicali e subtropicali e cresce meglio in un terreno ricco e mediamente umido in pieno sole. È una pianta resistente al gelo. Se coltivata da seme, la temperatura deve essere di circa 25-32 °C. Le piante possono essere coltivate da talee di alberi di età inferiore ai 5 anni perché una volta che un albero raggiunge i 5 anni, l'inibizione delle radici impedisce la generazione di radici da talee.
L'Eucalyptus deglupta cresce molto velocemente, potendo raggiungere tassi di crescita annuali di 2–3 m in altezza e 2–3 cm di diametro nei primi 10 anni. La crescita dei germogli dei giovani sembra essere continua, a patto che l'umidità del suolo sia adeguata.

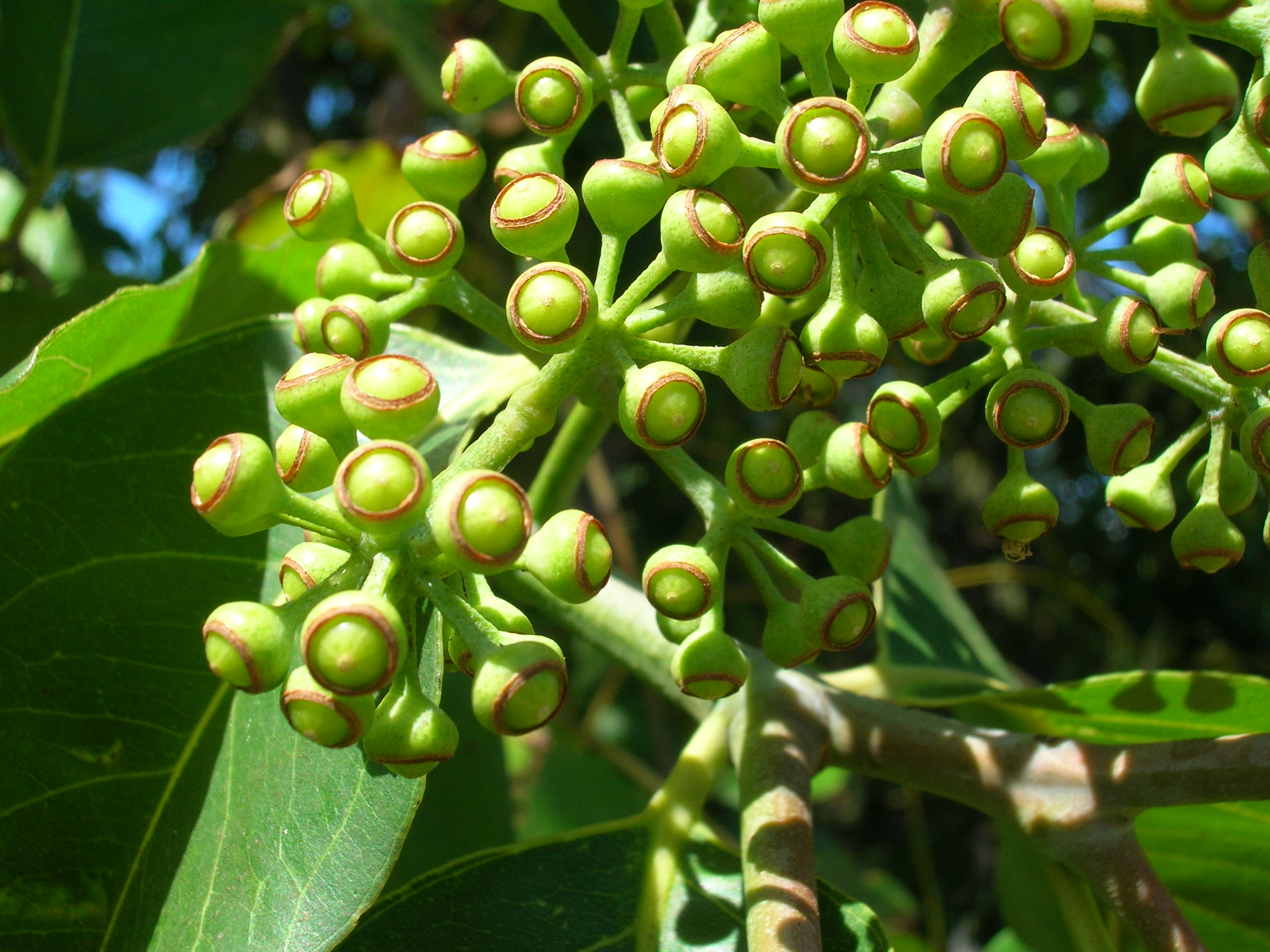
Frutto

La fioritura può avvenire entro il primo anno, ma più spesso si verifica dopo 2 anni e successivamente ogni anno. Può avvenire in tutti i mesi dell'anno, a seconda della località mentre la fruttificazione può iniziare già dopo un anno e mezzo dall'impianto, ma più spesso dopo 3-4 anni. I frutti maturano tra i 4 e i 6 mesi, dopodiché i semi, prodotti abbondantemente, vengono rapidamente rilasciati in pochi giorni per essere dispersi principalmente per via idrica. L'Eucalyptus deglupta non si rigenera dai lignotuberi: ciò significa che gli alberi maturi sono sensibili agli incendi intensi e che spesso non è possibile raccogliere i cespugli dopo il primo raccolto.

## Sinonimia
- Eucalyptus binacag
- Eucalyptus multiflora
- Eucalyptus naudiniana
- Eucalyptus sarassa
- Eucalyptus schlechteri
- Eucalyptus versicolor
- Eugenia binacag
- Populus deglubata